# Kanton Cruseilles
Kanton Cruseilles (fr. Canton de Cruseilles) je francouzský kanton v departementu Horní Savojsko v regionu Rhône-Alpes. Skládá se z 11 obcí.

## Obce kantonu
- Allonzier-la-Caille
- Andilly
- Cercier
- Cernex
- Copponex
- Cruseilles
- Menthonnex-en-Bornes
- Le Sappey
- Saint-Blaise
- Villy-le-Bouveret
- Vovray-en-Bornes